# Wagenhoff
Wagenhoff er en lille kommune i den vestlige del af Landkreis Gifhorn i den tyske delstat Niedersachsen. Den ligger i den sydlige del af amtet (Samtgemeinde) Wesendorf , nord for byen Gifhorn.

## Geografi
Wagenhoff ligger mellem naturparkerne Südheide og Elm-Lappwald.